# Cá voi mõm khoằm Stejneger
Cá voi mõm khoằm Stejneger, tên khoa học Mesoplodon stejnegeri, là một loài động vật có vú trong họ Ziphiidae, bộ Cetacea. Loài này được True mô tả năm 1885.

## Hình ảnh

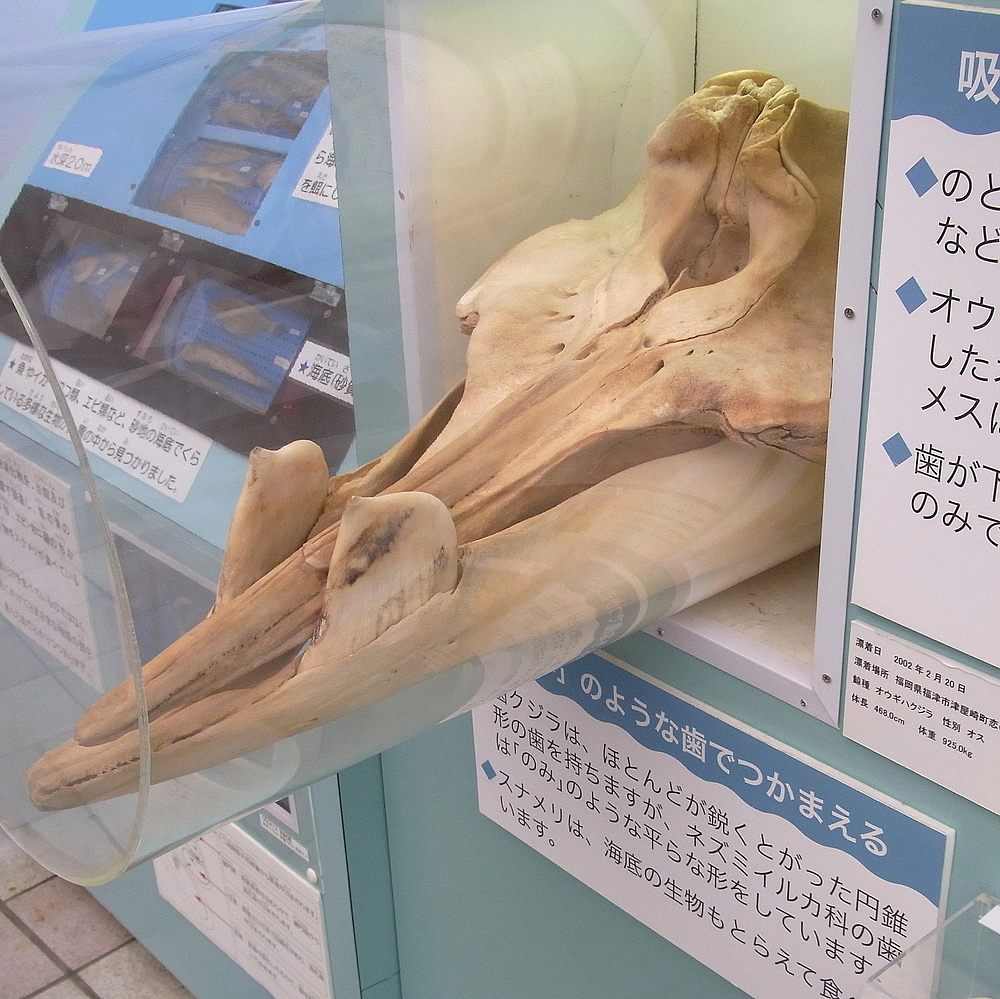